# Bubastis
Bubastis (altägyptisch Baset; auch Per-Bastet) war eine altägyptische Stadt und befand sich im südlichen Teil des östlichen  unterägyptischen Nildeltas. Ihre Überreste sind heute am südöstlichen Rand der modernen Stadt Zagazig, der Hauptstadt der Provinz Scharkiya, zu besichtigen. Das Gelände der antiken Siedlung wird im Arabischen als Tell Basta / تل بسطة / Tall Basṭa / ‚Hügel der Bastet‘ bezeichnet. Im Alten Testament erscheint sie als Pi-Beseth (Hesekiel 30, 17). Die in der Ägyptologie gebräuchliche Bezeichnung „Bubastis“ geht auf die gräzisierte Form des Stadtnamens Per-Bastet; Haus der Bastet zurück. Die Stadt war das Kultzentrum der Göttin Bastet, die in späterer Zeit oft als Katze verehrt wurde.

## Geschichtliche Bedeutung
Aufgrund ihrer strategisch günstigen Lage nahe wichtiger Handels- und Verkehrsrouten, wie dem pelusischen und tanitischen Nilarm sowie dem Wadi Tumilat, nahm Bubastis schon seit der frühdynastischen Zeit unter den Siedlungen des Deltas eine wichtige Position ein. Die Region Bubastis gehörte ursprünglich zum 14. unterägyptischen Gau, dem sogenannten „Ostgau“, und wurde in der 5. Dynastie (ca. 2504 bis 2347 v. Chr.) in den 13. unterägyptischen Gau überführt. In der Ramessidenzeit (ca. 1290 bis ca. 1070 v. Chr.) bildete das Gebiet von Bubastis nach Abtrennung den 18. unterägyptischen Gau.
Den Höhepunkt ihrer Bedeutung erlangte die Stadt schließlich unter den Königen der 22. Dynastie (ca. 946 bis 713 v. Chr.), die wahrscheinlich zum Teil in dieser Stadt residierten und den Tempel der Stadtgöttin Bastet umfassend und monumental ausbauten. Bastet wurde oft Löwen- und später katzenköpfig dargestellt. Aus Bubastis stammen zahlreiche Bronzefiguren von Katzen. Noch zu Herodots Zeiten war Bubastis für seinen großen Tempel und die alljährlich zu Ehren der Göttin stattfindenden Bastet-Feste weithin berühmt.

„Die toten Katzen werden nach der Stadt Bubastis gebracht, einbalsamiert und in heiligen Grabkammern beigesetzt.“

Die Stadt war noch in griechisch und römischer Zeit von Bedeutung. Aus dieser Periode ist ein Tempel des Agathos Daimon bezeugt. Bauteile in einem rein hellenistischen Stil belegen auch archäoglisch öffentliche Gebäude in dieser Zeit.

## Archäologie

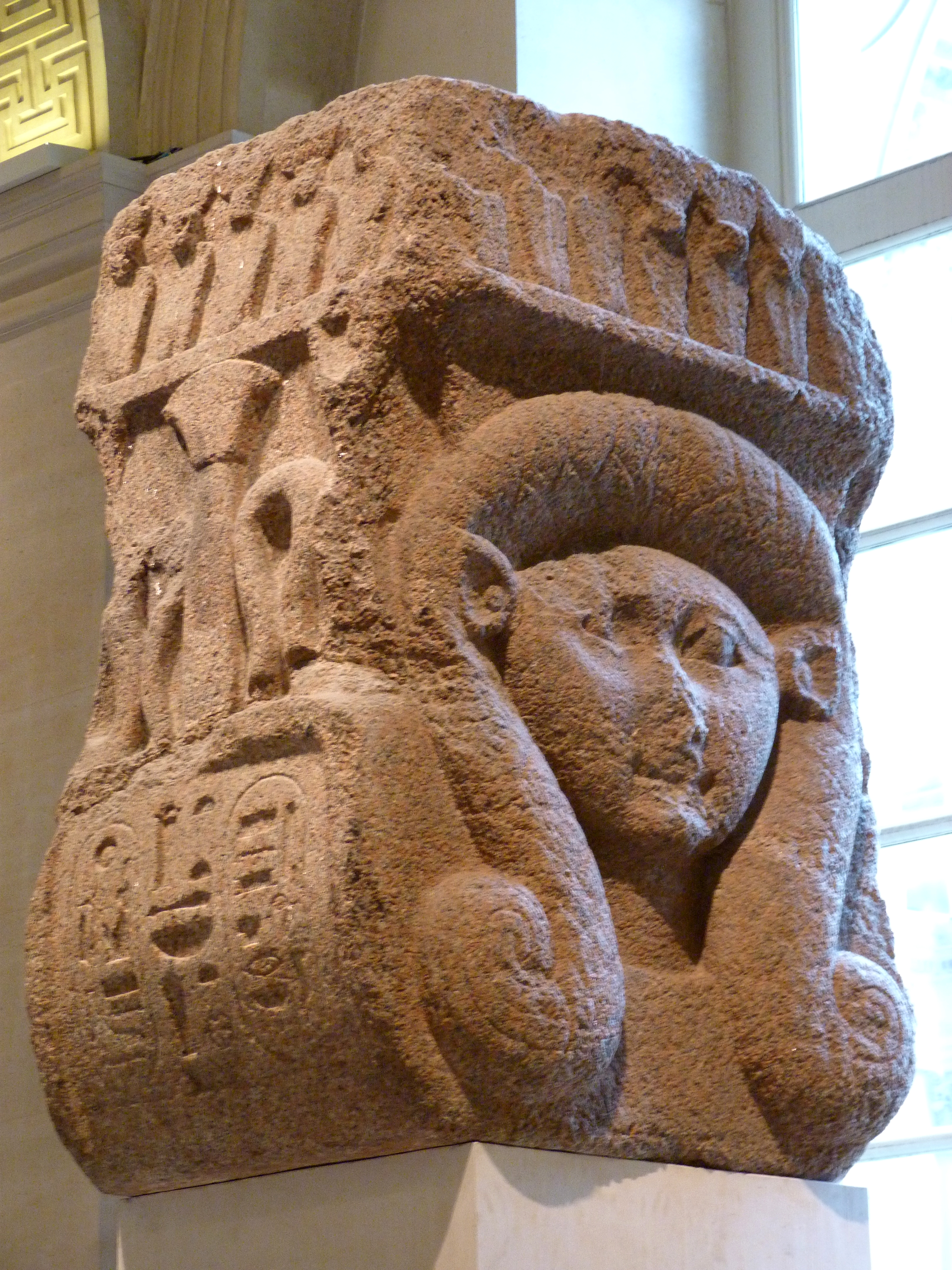
Hathorsäule aus Bubastis

Es kann vermutet werden, dass Bubastis schon früh von Bedeutung war, denn die Stadtgöttin Bastet wird in mehreren Inschriften der 2. Dynastie genannt. Aus dem folgenden Alten Reich (ca. um 2750 bis 2150 v. Chr.) stammen einige dekorierte Mastabas, wie z. B. die des Anchchaf aus der 6. Dynastie (ca. 2318 bis 2150 v. Chr.), der Vorsteher der Speicher und Vorsteher des Priesters des Pepi war, das Grab des einzigen Freundes und Schreibers der kgl. Dokumente Anchembastet und des Vorstehers der Priester Ihy. Diese Grabanlagen haben dekorierte Grabkammern und zeigen dort Speicher, Opfergaben und die Titel und Namen der Grabbesitzer. Aus der sogenannten Westnekropole stammen einige weitere Mastabas, die an der Ostseite mit einer Stele aus Kalkstein dekoriert waren. Die Stelen zeigen den Grabbesitzer vor einer kurzen Inschrift und datieren wahrscheinlich ganz ans Ende der 6. Dynastie oder an den Beginn der Ersten Zwischenzeit. Die hier Bestatteten tragen unter anderen den Titel Vorsteher der Mautjeret und Aufseher der Priester. Aus etwa dieser Zeit stammt auch das Grab des einzigen Freundes Mermerire, das eine Reihe von beschrifteten Kupfermodelwerkzeugen enthielt. Aus der 6. Dynastie stammen auch zwei königliche Ka-Tempel, der besser erhaltene ist von Pepi I. (um 2295–2250 v. Chr.) erbaut worden. Die Anlage von Pepi I. hat einen großen Hof mit einem kleinen Tempel, der nicht in der Mitte des Hofes steht, sondern etwas versetzt. Dieser Tempel war am Eingang mit zwei Pfeilern dekoriert. Es folgte ein mit acht Pfeilern geschmückter Saal und an der Rückwand fünf Kapellen. Ein Relief aus der Anlage zeigt Pepi I. vor Bastet und hinter ihm Hathor stehend, sowie Iunmutef und eine Fruchtbarkeitsgottheit. Der andere Ka-Tempel gehörte Teti II. Dessen Umfassungsmauer war etwa 112 × 56 m groß, der eigentlich Tempel ist aber nur schlecht erhalten. Königliche Ka-Tempel des Alten Reiches sind aus Inschriften gut bekannt. Der Tempel in Bubastis ist der am besten erhaltene und einzige gesicherte Tempel dieses Types aus dem Alten Reich und daher von besonderer Bedeutung für die Forschung. Aus dem späten Mittleren Reich (ca. 2000 bis 1750 v. Chr.) stammt ein großer Palast und eine weitere Nekropole in der sich Bestattungen der Bürgermeister dieser Zeit fanden. In dem Palast fand sich ein Relief mit dem Namen von Amenemhet III. und der Erwähnung seines ersten Sed-Festes. Im Palast fanden sich auch diverse Statuen, darunter die des Bürgermeisters und Vorsteher der Priester Chakaure-seneb. In der neben dem Palast liegenden Nekropole sind offensichtlich die Bürgermeister begraben worden. Diese Nekropole besteht aus einem großen Gebäude mit verschiedenen Räumen, die als Grabkammern dienten. Die zentrale Grabkammer ist mit Kalkstein verkleidet. Weitere umfangreiche Nekropolen stammen aus dem Neuen Reich. Es fanden sich zahlreiche Tonsärge und viele einfache Uschebtis. Aus der 20. Dynastie stammt das Familiengrab des Königssohnes von Kusch, Hori III., in dem sich sein grober, jedoch großer Granitsarkophag, sowie zahlreiche Uschebtis fanden. Im Westteil des Ruinenfeldes fanden sich Katzenfriedhöfe und zahlreiche Bronzefiguren von Katzen. Im Bereich des Ka-Tempels von Pepi I. finden sich auch Reste eines römischen Bades.
Bei einem im Oktober 2008 durchgeführten geomagnetischen survey wurde ein weiterer, großflächiger Bau südlich des Bastet-Tempels entdeckt.

### Tempel der Bastet

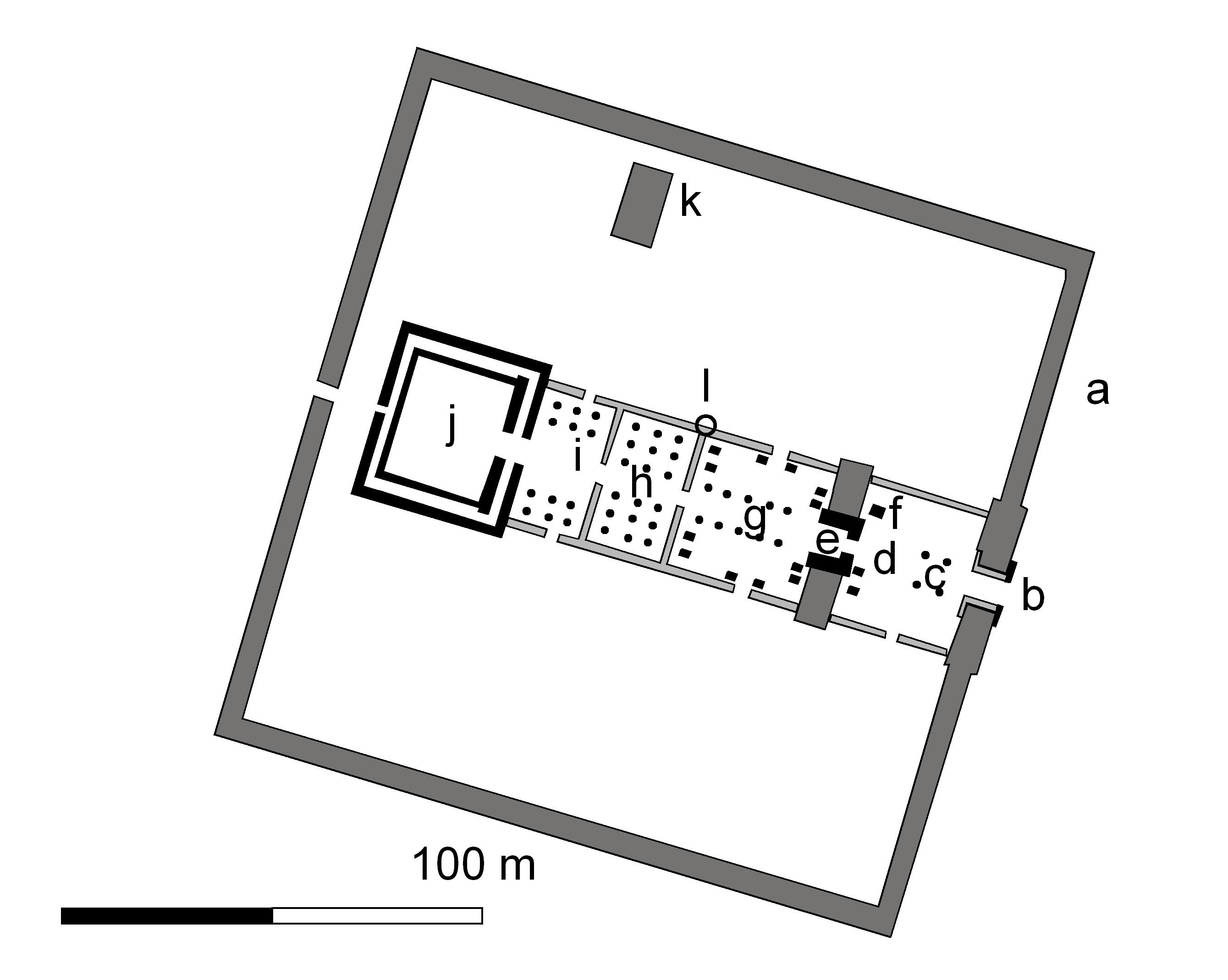
Hypothetischer Plan des Bastet-Tempels

Das Zentrum der antiken Stadt war der Bastet-Tempel. Der überwiegende Teil seiner Überreste stammt aus der Dritten Zwischenzeit und der Spätzeit, einzelne Bauteile jedoch schon aus dem Alten und Mittleren Reich. Ein Großteil der Blöcke des Tempels sind lose gefunden worden. Der Tempel ist also sehr zerstört, und es bereitet Schwierigkeiten, sich eine genaue Vorstellung von seinem einstigen Aussehen zu machen. Im Delta ist Stein rar, so dass Steinblöcke oftmals wiederverwendet wurden, nachdem ein Tempel niedergerissen wurde. Blöcke wurden auch oftmals von einem Ort zu einem anderen transportiert. Das heißt, dass nicht alle in Bubastis gefundenen Bauteile unbedingt auch von Bauten aus Bubastis stammen. Einige Gewissheit hat man nur, wenn in erhaltenen Inschriften auch Bubastis oder Bastet genannt werden. Baureste des Alten Reiches sind in der Tat vielleicht von anderen Orten nach Bubastis verschleppt worden. Die Namen von Chufu und Chephren erscheinen auf Fragmenten. Auf Bauteilen des Mittleren Reiches wird teilweise Bastet genannt, so dass sie wahrscheinlich von einem Tempel dieser Zeit stammen. Ein Beispiel ist eine Inschrift von Amenemhet I. und seiner Mutter Bastet. Verschiedene Herrscher der Zweiten Zwischenzeit, wie Chajan und Apopi, erscheinen auf Steinfragmenten. Überreste aus der Zeit von Amenophis III. und mit dem Namen Ramses II. deuten auf Bauarbeiten unter diesen Herrschern, doch können viele Blöcke des letzteren auch aus der Ramsesstadt stammen, die in der Dritten Zwischenzeit als Steinbruch diente. Von dem unter Amenophis III. amtierenden Wesir Amenhotep fanden sich zwei Statuen. Ein Großteil der in Bubastis gefundenen königlichen Statuen trägt den Namen von Ramses II. Im Tempelbereich fand sich auch die kolossale Statue einer ramessidischen Königin, die von Karoma, Gemahlin Osorkon II. usurpiert wurde.

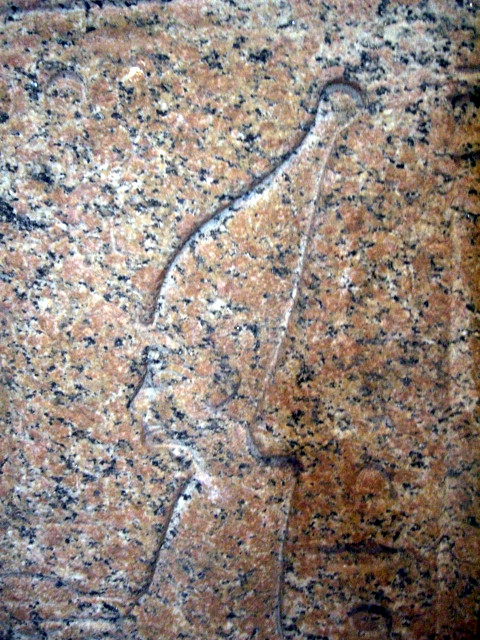
Osorkon II. im Sedfestgewand

Unter Osorkon I. wurde der Tempel erheblich ausgebaut. Von seinem Bau stammen Reste einer Säulenhalle. Ihre Tore und Säulen waren aus Granit, die Wände aus Kalkstein. Unter Osorkon II. wurde der Bau erweitert. Von einem Tor aus rotem Granit sind noch bedeutende Reste erhalten. Sie zeigen Darstellungen des Sed-Festes. Diese Darstellungen gehören zu den umfangreichsten Quellen zu diesem Fest, das Osorkon II. in seinem 22. Regierungsjahr feierte, was ungewöhnlich ist, da es normalerweise im 30. Regierungsjahr stattfand. Blöcke des Tores befinden sich heute noch vor Ort, jedoch auch in diversen Sammlungen wie in Berlin, im Louvre oder im Britischen Museum. Osorkon II. errichtete auch eine weitere Säulenhalle mit Hathorsäulen, das heißt, die Kapitelle der Säulen zeigen das Gesicht der Göttin Hathor. Der Herrscher weihte in dem Tempel auch einen Schrein aus rotem Granit. Dem Gott Mahes weihte Osorkon II. einen kleinen Tempel, nicht weit vom Tempel der Bastet gelegen.
Unter Nektanebos II. wurde der Tempel weiter ausgebaut und das Allerheiligste sogar vollkommen umgestaltet. Das neue Allerheiligste des Herrschers war etwa 60 × 60 m groß und ersetzte wahrscheinlich das des alten Tempels. Die Wände des neuen Baues bestanden vornehmlich aus Rosengranit. Fragmente von Basalt und Quarzit deuten an, dass wichtige Bauteile aus diesem Material bestanden. Reste von vier Schreintypen sind bezeugt. Der Hauptnaos der Bastet war ca. 3,5 m hoch und im Zentrum des Tempelhauses aufgestellt. Ein weiterer Schrein war der Bastet, Herrin des Schreines gewidmet, der einst etwa 3 m hoch war. Seine Fragmente befinden sich heute in London und im Gelände von Tell Basta. Nach Auskunft ikonographischer Spezifika war dieser Naos ursprünglich vielleicht ein Barkenschrein, der die Kultbarke der Göttin und/oder ihr Barkenkultbild beherbergte. Zudem besaßen alle in Bubastis verehrten Gastgottheiten mindestens einen weiteren Naos. Sie waren dem Month, Horhekenu, Harsaphis, der Sachmet, der Wadjet und Schesemtet geweiht. Der Tempel ist auch der Fundort einer Kopie des sogenannten Kanopus-Dekretes. Es handelt sich um den Beschluss einer Priestersynode im Jahr 238 v. Chr., dem 9. Regierungsjahr Ptolemaios III.

### Schatzfunde
In Bubastis fanden sich verschiedene Schätze. Am 22. September 1906 kam hier beim Schienenverlegen ein Hort von Silber und Goldgefäßen zu Tage, von denen ein Teil vom Metropolitan Museum in New York angekauft wurde. Die Objekte datieren in die 19. Dynastie. Ein Gefäß nennt die regierende Königin Tausret. Ein weiterer Schatz kam am 17. Oktober 1906 im Bereich des Bastet-Tempels zu Tage, wiederum aus Silber- und Goldgefäßen bestehend. Dieser Fund gelangte ins ägyptische Museum von Kairo. Ein dritter Schatzfund kam am 9. April 1992, wiederum im Bereich des Tempels, zu Tage und besteht aus einer Reihe von goldenen Amuletten und Schmuckstücken, die sich in zwei Alabastervasen fanden.